# The Residency, Lucknow

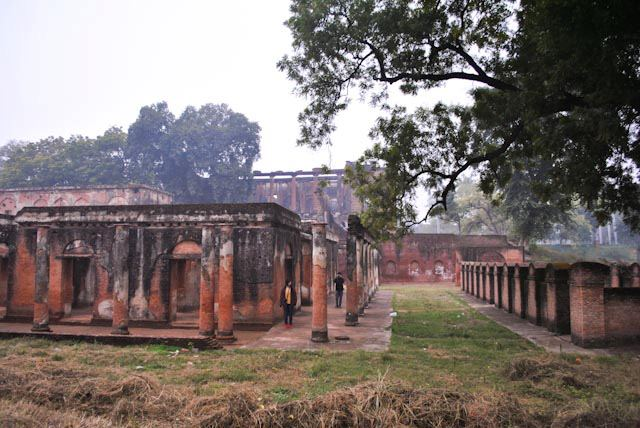
The Residency, Lucknow

Il Residency, chiamato anche British Residency e Residency Complex, è un gruppo di diversi edifici in uno stesso complesso nella città di Lucknow, Uttar Pradesh, India. Servì da residenza per il generale residente britannico che rappresentava il Regno Unito presso la corte del Nawab. La residenza si trova nel cuore della città, in prossimità di altri monumenti come Shaheed Smarak, Tehri Kothi e High Court Building.

## Storia
Fu costruita durante il dominio di Nawab Saadat Ali Khan II,  il quinto Nawab della provincia di Awadh. La costruzione ebbe luogo tra il 1780 e il 1800 d.C. Tra il 1 ° luglio 1857 e il 17 novembre 1857 la residenza fu soggetta all'assedio di Lucknow, parte della prima guerra di liberazione Indiana.

## Architettura
La residenza è stata mantenuta com'era al momento della fine dell'assedio e sulle pareti sono ancora presenti i segni dei colpi di cannone.  Dall'indipendenza indiana, poco è cambiato. L'edificio in rovina è ora circondato da prati e aiuole e funge da attrazione turistica. Nel cimitero della vicina chiesa in rovina si trovano le tombe di 2000 uomini, donne e bambini, tra cui quello di Sir Henry Montgomery Lawrence che morì durante l'assedio. 

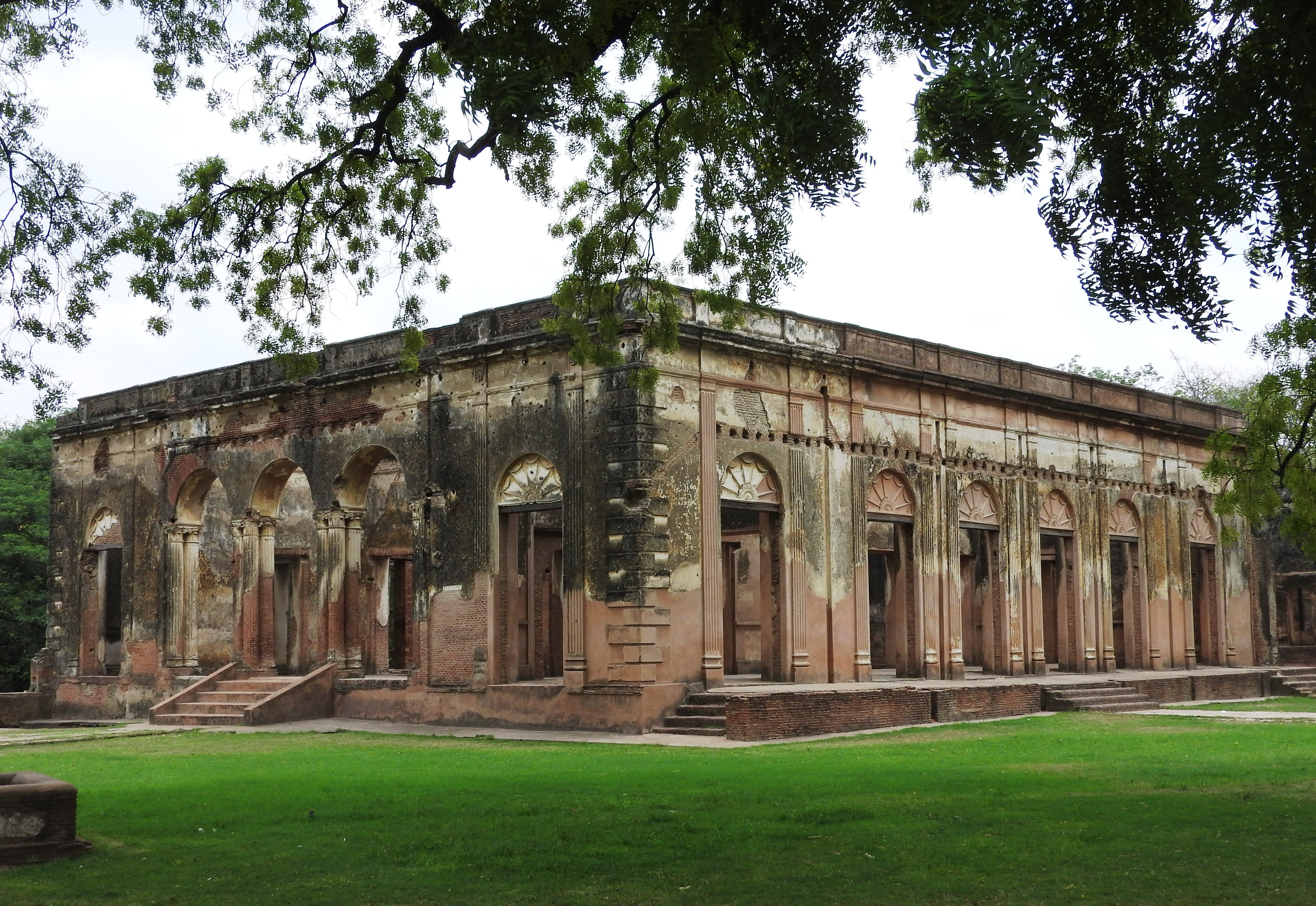
Le rovine della residenza britannica

C'è un epitaffio in parte rovinato dal tempo vicino alla tomba di Sir Henry che recita "Qui giace il figlio dell'Impero che ha cercato di fare il suo dovere" mentre un'altra tomba vicina dice "Non piangere i miei figli, perché non sono morto, ma dormo qui. " Ogni sera viene inoltre organizzato uno spettacolo di luci e suoni per illustrare la storia della residenza.

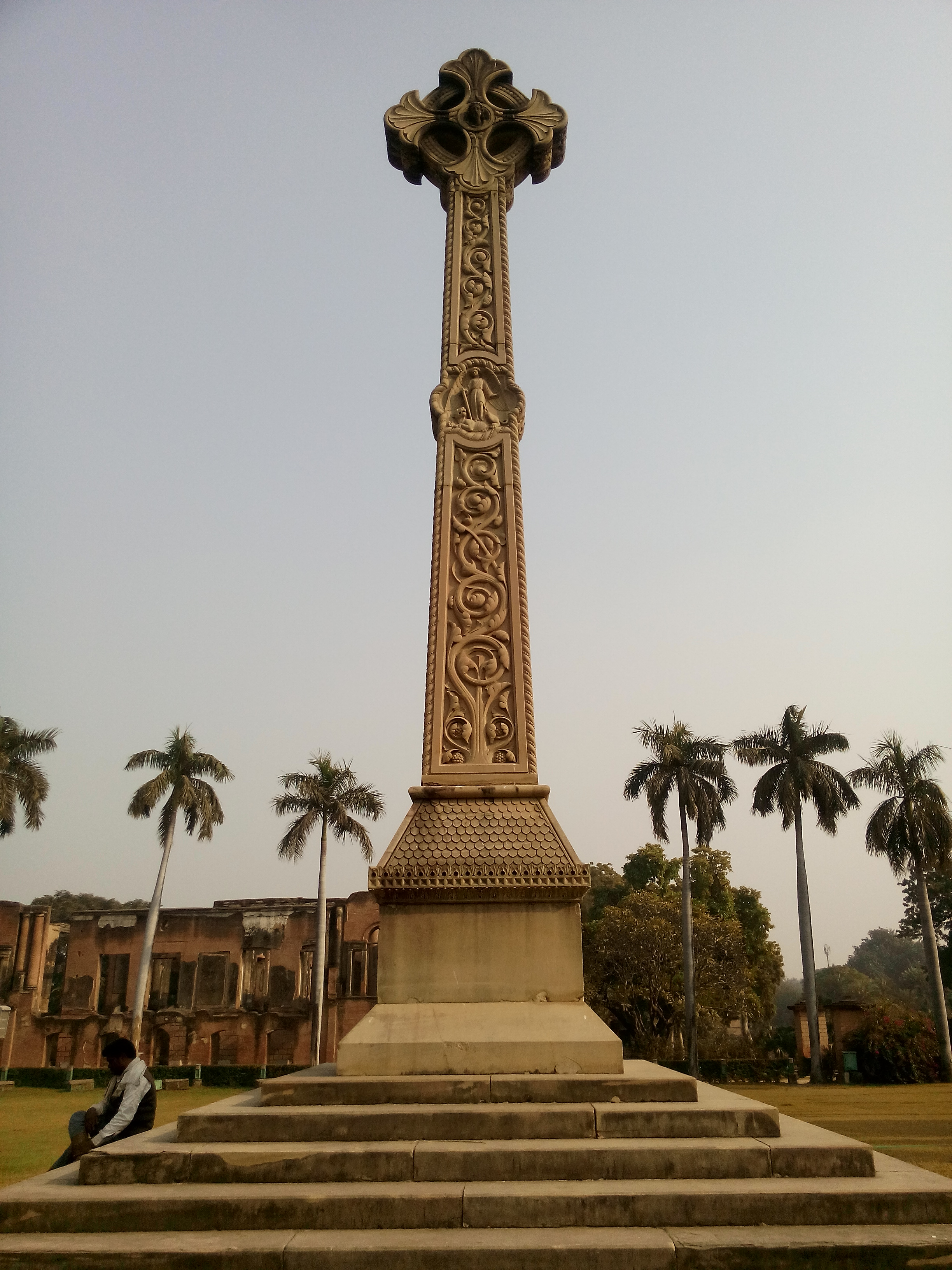
Croce alta Sir Henry Lawrence Memorial